# Donkerstelige stuifbal
De donkerstelige stuifbal (Tulostoma melanocyclum) is een schimmel die behoort tot de familie Agaricaceae. Hij leeft saprofiet op droog, kalkrijk, humusarm duinzand, tussen mossen en in onbemeste, droge graslanden in de duinen en duindoornstruwelen. 

## Kenmerken
Vruchtlichaam
Het vruchtlichaam is bol- tot appelvormig is gesteeld en heeft een diameter van 10 tot 20 mm. 
De gleba is oker. De bolvormige kop is 7 tot 11 mm breed en heeft twee involuten, de buitenste exoperidia en de binnenste endoperidia. De eerste is opgebouwd uit hyfen en bindt vaak zandkorrels. De endperidia vormt het vruchtlichaam, is bolvormig, onderaan enigszins samengedrukt met een gescheurde kraagachtige zone aan de basis van de steel. De hoed is crèmekleurig tot bleek strokleurig of lichtroze, en fijn geschaafd gemarkeerd. De hoed heeft een kortcilindrisch peristoom met een kenmerkende zwartbruine halo.
Steel
De steel heeft een lengte van 2 tot 8 cm en een dikte van 2 tot 4 mm. Het is vooral aan de top bedekt is met schubben. De kleur is bruin tot roodbruin en is vaak bedekt met zandkorrels. 

### Microscopische kenmerken
De 4,5 tot 6 (tot 7) µm brede, wratachtige sporen zijn bolvormig en bruinachtig en dikwandig. De wratten zijn 0,2 tot 0,5 µm hoog. Het capillitium is hyaliene, vertakt en septaat. De draden zijn dikwandig met een zichtbaar vast lumen en geen of slechts licht gezwollen septa.

## Verspreiding
De paddenstoel is wijdverbreid in Centraal-Azië en Europa (van Roemenië, Noord-Italië en Frankrijk tot Midden-Engeland, Nederland en Zuid-Zweden). Hij is voornamelijk verspreid in Zuid-Europa. Deze soort is echter ook gevonden in Noord-Amerika en, met enige onzekerheid, ook in Azië en Zuid-Amerika.
In Nederland komt de soort matig algemeen voor. Hij komt met name voor in de kustduinen. Hij staat niet op de rode lijst en is niet bedreigd. 